# Simulium lotii
Simulium lotii är en tvåvingeart som beskrevs av Craig 1987. Simulium lotii ingår i släktet Simulium och familjen knott. Inga underarter finns listade i Catalogue of Life.